# Morfeu
Morfeu (em grego:  Μορφεύς, transl.: Morphéus, lit "moldadior; a forma") é o deus do sonho na mitologia grega.

## Nome
O seu nome — derivado do vocábulo grego que significa "a forma" — indica a sua função: tem a habilidade de assumir qualquer forma humana e aparecer nos sonhos das pessoas.

## Características
Como a maior parte das divindades do sono e dos sonhos, Morfeu é alado. Tem grandes asas rápidas, que batem sem fazer barulho, e o levam num átimo aos confins da Terra.
É um dos irmãos (em algumas versões menos confiáveis, é filho) do deus Hipnos, do sono. Os irmãos de Hipnos, os Oneiros, são personificações de sonhos, dentre eles Ícelo e Fântaso. Morfeu foi mencionado na obra Metamorfoses de Ovídio como um deus que vive numa cama feita de ébano numa escura caverna decorada com flores.
Morfeu é comumente confundido com seu irmão Hipnos, sendo este o deus do sono, e Morfeu, um dos deuses dos sonhos.

## Curiosidades e cultura popular
Quando uma pessoa augura: vá para os braços de Morfeu, sugere "ter um sono tranquilo, com bons sonhos", como se estivesse envolvido por este deus.
A droga-alcoólica morfina tem seu nome vindo de Morfeu, visto que ela propicia ao usuário sonolência e efeitos análogos aos sonhos.